# Télécom physique Strasbourg
 (novembre 2022).
Télécom physique Strasbourg est une école d’ingénieurs française intégrée à l’université de Strasbourg. Fondée en 1970 sous le nom « École d’ingénieurs physiciens de Strasbourg », elle est d’abord implantée sur le campus historique avant de déménager sur le campus d’Illkirch en 1994. Elle porte depuis 2012 le nom « Télécom physique Strasbourg ».
L’école propose en 2023 trois diplômes d’ingénieur en formation initiale sous statut étudiant, un généraliste et deux spécialisés respectivement en technologies de l’information pour la santé (TI-Santé) et en informatique et réseaux (IR). Elle propose également sous statut apprenti un diplôme spécialisé en électronique et systèmes numériques, accessible en formation initiale ou en formation continue. Elle propose également un master recherche. L’accès à ces formations se fait sur titres ou par l’obtention du concours adéquat dans une classe préparatoire aux grandes écoles externe, l’école ne disposant pas de cycle préparatoire intégré.

## Historique
L’école est créée en 1970, sous le nom « École d’ingénieurs physiciens de Strasbourg ». Cette création est portée par le département de physique de l’université Louis Pasteur dans le but de rapprocher la physique théorique et les sciences appliquées. La première promotion compte six diplômés, qui achèvent leur formation en 1972. En 1981, l’école est renommée « École Nationale supérieure de physique de Strasbourg » et son diplôme reconnu par la Commission des titres d'ingénieur.
Jusque-là, l’école est implantée dans la partie historique du campus central. Toutefois, à la fin des années 1980 les locaux ne sont plus adaptés pour accueillir des promotions pouvant compter jusqu’à cinquante étudiants. La décision est donc prise de la déplacer au campus d’Illkirch, au sein du nouveau Parc d’innovation. La première pierre des nouveaux bâtiments est posée en 1992 et l’école déménage effectivement en 1994,.
En 2008, s’associe avec l’Institut Mines-Télécom pour en devenir une école affiliée. Dans les années suivantes, elle élargit son panel de formations par la création d’un diplôme d’ingénieur spécialisé TI-Santé, qui est accessible à la fois sous statut étudiant classique et sous statut apprenti, en partenariat avec l’Institut des techniques d'ingénieur de l'industrie. En 2012, elle est renommée « Télécom physique Strasbourg »,.
L’approfondissement de la relation avec l’Institut Mines-Télécom se poursuit par la fondation avec celui-ci et l’École nationale supérieure des mines de Nancy du réseau IMT Grand Est en 2017. En 2021, l’école signe une convention de partenariat stratégique avec l’IMT afin de renforcer la coopération sur les thèmes de la formation numérique, des échanges internationaux avec l’Allemagne, le Luxembourg et la Suisse et la sobriété numérique ainsi que le développement durable,.

## Organisation

### Gouvernance et missions
Télécom physique Strasbourg est une école interne de l’Université de Strasbourg, qui dispose de sa propre gouvernance et peut déterminer ses orientations de manière autonome. Les relations avec l’université sont encadrées par un contrat pluriannuel. 
La gouvernance est assurée par un conseil d’école de quarante membres, dont le président est obligatoirement quelqu’un d’extérieur à l’école, même si les membres tendent à être majoritairement issus de celle-ci. Il existe par ailleurs un conseil scientifique, une commission de perfectionnement et un comité stratégique. Les orientations déterminées par le conseil d’école sont mises en œuvre par une équipe de direction.
La fonction d’enseignement est assurée au travers de quatre départements, qui gèrent chacun une formation d’ingénieur. Il en résulte des cursus indépendants, qui se croisent peu entre eux. La fonction recherche est adossée à deux laboratoires. ICube, le laboratoire transversal de l’université de Strasbourg, est fortement dominant, seul un enseignant chercheur étant rattaché au laboratoire de l’Institut de physique et chimie des matériaux de Strasbourg.

### Finances
En 2023, le budget s’élève à 899 000 € hors salaires. Les fonds proviennent principalement de l’université et des contrats d’alternance, qui pèsent chacun environ 30 % du total. L’Eurométropole de Strasbourg et la région Grand Est contribuent ensemble 18 % du budget et un apport de 10 % provient des programmes de financement IdEx. Les 12 % restant proviennent de sources diverses.
Toujours en 2023, les principaux postes de dépenses sont les salaires, qui représentent 30 % des dépenses, et les dépenses pédagogiques (matériel, frais de gestion, etc.), qui atteignent 47 %. Les frais de construction et d’entretien de l’immobilier pèsent pour 16 %, tandis que les 7 % restant sont constitués de dépenses diverses.
En 2023, le coût de formation d’un élève ingénieur est évalué à 13 000 € par étudiant et 11 000 € par apprenti. Celui d’un élève de master est de 11 636 €.

### Personnel
En 2023, le corps professoral compte quarante-quatre postes d’enseignants-chercheurs et deux de professeurs agrégés. Ce personnel titulaire est appuyé par trois postes d’enseignants contractuels et treize missions d’enseignants doctorants. Outre les professeurs, l’école compte vingt-neuf postes de non enseignants remplissant des fonctions supports. L’équipe pédagogique est très fortement masculinisée, plus de 85 % des enseignants étant des hommes.

### Locaux
À l’origine, l’école est située sur le campus central, dans les bâtiments de l’université historique situés rue de l’Université. Ces bâtiments n’étant plus adaptés aux évolutions de l’école, le déménagement de celle-ci au campus d’Illkirch est envisagé à partir du milieu des années 1980. La première pierre des nouveaux bâtiments est posée en 1992, et l’école déménage effectivement en 1994. L’école est toujours située à cet emplacement en 2023. Les locaux d’enseignement comprennent deux amphithéâtres, une bibliothèque, des salles de travaux dirigés et de travaux pratiques et un fab lab pour un surface de 18 000 m2. Une partie est toutefois mutualisée avec l’École supérieure de biotechnologie de Strasbourg (ESBS) et avec le laboratoire ICube.

## Formation
Au début des années 2020, l’école accueille au total environ cinq cents élèves ingénieurs. Ceux-ci sont suivent un cursus de trois ans, sans cycle préparatoire intégré ; le recrutement s’effectue ainsi principalement via les concours commun des instituts nationaux polytechniques (CCINP) et Mines-Télécom préparés par des classe préparatoire aux grandes écoles externes, et dans une moindre mesure sur dossier. Ce recrutement sur dossier porte sur moins d'une vingtaine d'étudiants par an ; il est accessible aux titulaires d’un diplôme universitaire de technologie (DUT), d’un bachelor universitaire de technologie (BUT), ou à l’issue d’une deuxième ou troisième année de licence.
En 2023, la formation sous statut étudiant comporte un diplôme d’ingénieur généraliste, et deux diplômes d’ingénieur spécialisé différents : un diplôme d’ingénieur spécialisé en Technologies de l’information pour la santé (TI Santé), et un diplôme d’ingénieur spécialisé en informatique et réseaux (IR). La formation sous statut apprenti comprend un diplôme d’ingénieur spécialisé en électronique et informatique industrielle ; ce dernier peut également être suivi en formation continue. À ces diplômes d’ingénieur s’ajoute une formation de niveau master.
Les formations d’ingénieur sont toutes organisées en six semestres, les deux premiers étant consacrés aux fondamentaux et les trois suivants sur les options de spécialité. Le dernier est centré sur le projet de fin d’études (PFE). Les étudiants doivent réaliser au moins vingt-huit semaines de stage en entreprise au cours de leur cursus. Depuis la rentrée 2023-2024, dix-sept de ces semaines de stage doivent être réalisées à l’étranger et les étudiants doivent obligatoirement valider un niveau B2 en anglais afin d’obtenir leur diplôme.
En 2023, le taux d’encadrement global est de 14,4 étudiants par enseignant, ou 12,8 si les étudiants de master ne sont pas comptés.

## Partenariats
En matière de formation, l’école est associée à l’Institut Mines-Télécom à partir de 2008, d’abord sous la forme d’une école affiliée, puis en devenant partenaire stratégique en 2021. Elle fait partie du réseau Ampère et du réseau IMT Grand Est, et est intégrée aux structures régionales comme l’Institut des techniques d'ingénieur de l'industrie Alsace (iTii Alsace) ou Alsatech.
Dans le domaine de la recherche, Télécom physique Strasbourg est membre de l'institut Carnot « Télécom et Société numérique », en plus des laboratoires auxquels sont rattachés ses chercheurs.

## Évaluations

### Par la presse
En 2025, L’Usine nouvelle classe Télécom physique Strasbourg au 78e rang sur 127 écoles d’ingénieurs françaises avec 39 points sur 100. Si l’école se classe très bien, au 10e rang, dans la partie de l’évaluation dédiée à la recherche, elle est en revanche en queue de classement en ce qui concerne l’insertion professionnelle (111e) et la proximité avec les entreprises (103e). Les données concernant l’insertion professionnelle sont toutefois sujettes à précaution, étant basées sur les renseignements données volontairement par les diplômés à la commission des titres[Laquelle ?] après leur formation ; or, celle-ci fait remarquer le faible taux de retour des diplômés de l’école, ce qui peut fausser les résultats,.